# Devise de la Franche-Comté

Blason de la Franche-Comté et devise

La devise de la Franche-Comté est : Comtois, rends-toi ! Nenni, ma foi !,. L'origine de cette devise est aujourd'hui incertaine. Elle est probablement issue ou inspirée d'un échange verbal entre assaillants français et défenseurs comtois qui aurait eu lieu au cours de la guerre de succession de Bourgogne ou plus vraisemblablement lors de la guerre de Dix ans. L'hypothèse du siège de Dole de 1636 est à ce jour la plus admise. Cette devise a été officialisée en octobre 1986.

## Les hypothèses et possibilités
Aujourd'hui on ne sait avec certitude au cours de quelle bataille cet échange s'est produit. Celle du siège de Dole de 1636 demeure la plus probable et la plus admise. Notamment à cause du terme "comtois" qui s'est répandu et généralisé surtout au XVIIe siècle. Jusqu'au XVIIe siècle, les Comtois de Bourgogne se disaient et étaient appelés Bourguignons. Appellation d'autant plus mise en avant, car il s'agit de la Bourgogne (par opposition au duché) qui n'a pas été annexée par la France à la fin des États bourguignons. L'ensemble de ces États qui ont échappé aux prétentions françaises sont réunis au sein du cercle impérial de Bourgogne. C'est à cause de cette rémanence de l'idée bourguignonne que les Comtois s'opposeront perpétuellement aux Français et à leurs tentatives d'annexion durant les XVe, XVIe et XVIIe siècles. Le terme comtois s'impose au XVIIe siècle, alors que les conflits entre la province et la France s'intensifient, pour se démarquer du duché de Bourgogne français et éviter toute ambiguïté.
Cette devise pleine de laconisme montre ainsi l'opiniâtreté, la détermination et l'esprit d'indépendance du Comtois.

### Le siège de Dole de 1479
La ville de Dole a plusieurs fois été assiégée, notamment par les Français, alors que le comté de Bourgogne, la Franche-Comté d'alors, était terre du Saint-Empire romain germanique.

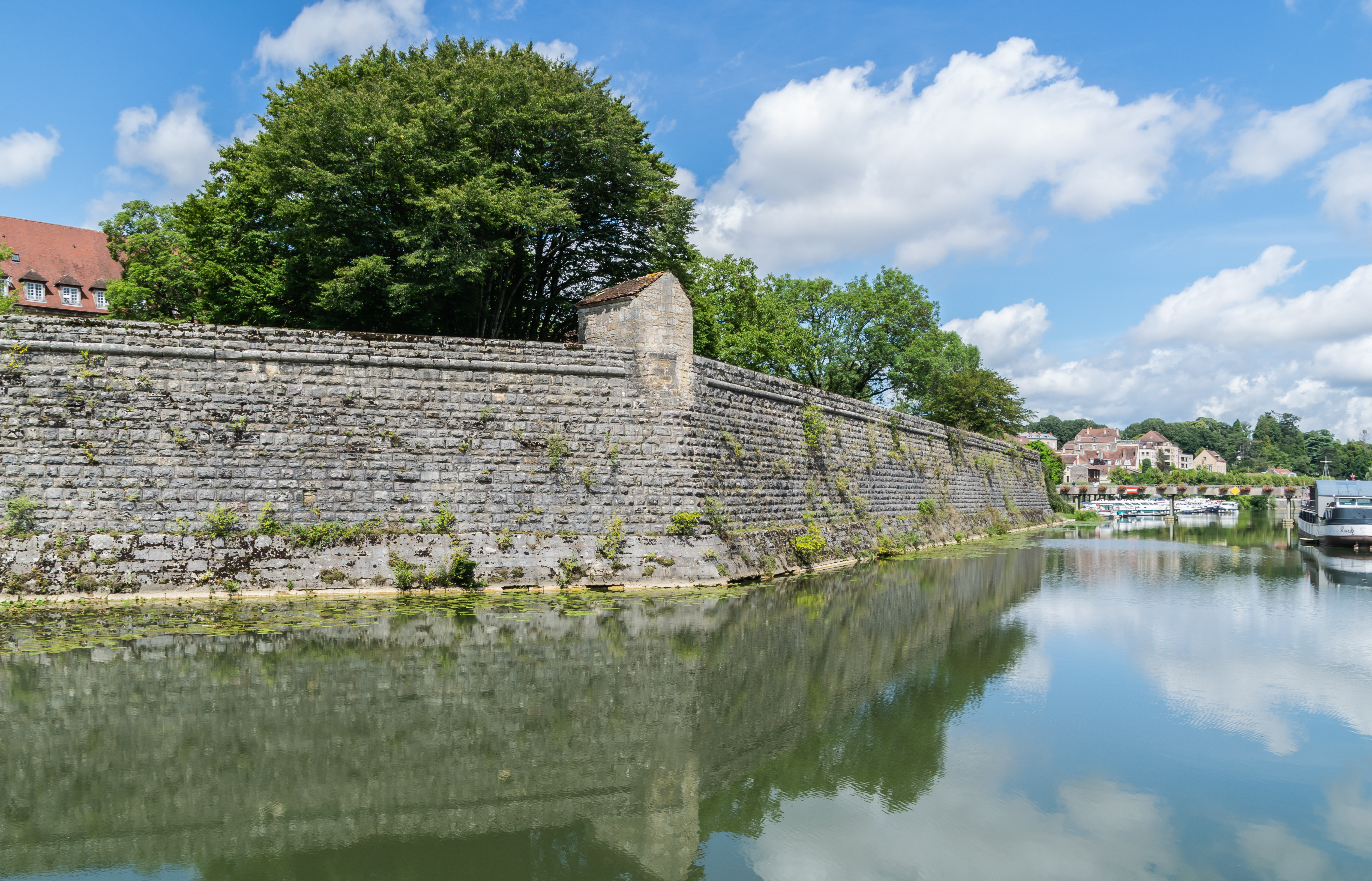
Remparts de Dole de nos jours

 Le 25 mai 1479, Charles d'Amboise, à la tête des troupes de Louis XI, pille et incendie la ville, après s'y être introduit par ruse et fait tomber les places fortes alentour. Les derniers résistants, retranchés dans la rue d'enfer et dans la « cave d'enfer », font preuve d'un tel héroïsme que Charles d'Amboise leur laisse la vie sauve. En effet; ne parvenant pas à les déloger, Charles d'Amboise leur laissa la vie en vociférant à ses hommes "Qu'on les laisse pour graine!"
De Dole, seules l'église des Cordeliers, la tour Vergy et la maison des Vurry, où se logeait d'Amboise, subsistaient,. Il est possible qu'au cour de ces actes de courage et de résistance, l’échange en question ait eu lieu.
Charles Quint fait relever les fortifications, ajoute des remparts et des fossés par l'ingénieur Precipiano ; Louis XIII menace à nouveau la Franche-Comté : on perfectionne encore les défenses de la ville.

### Le siège de Dole de 1636

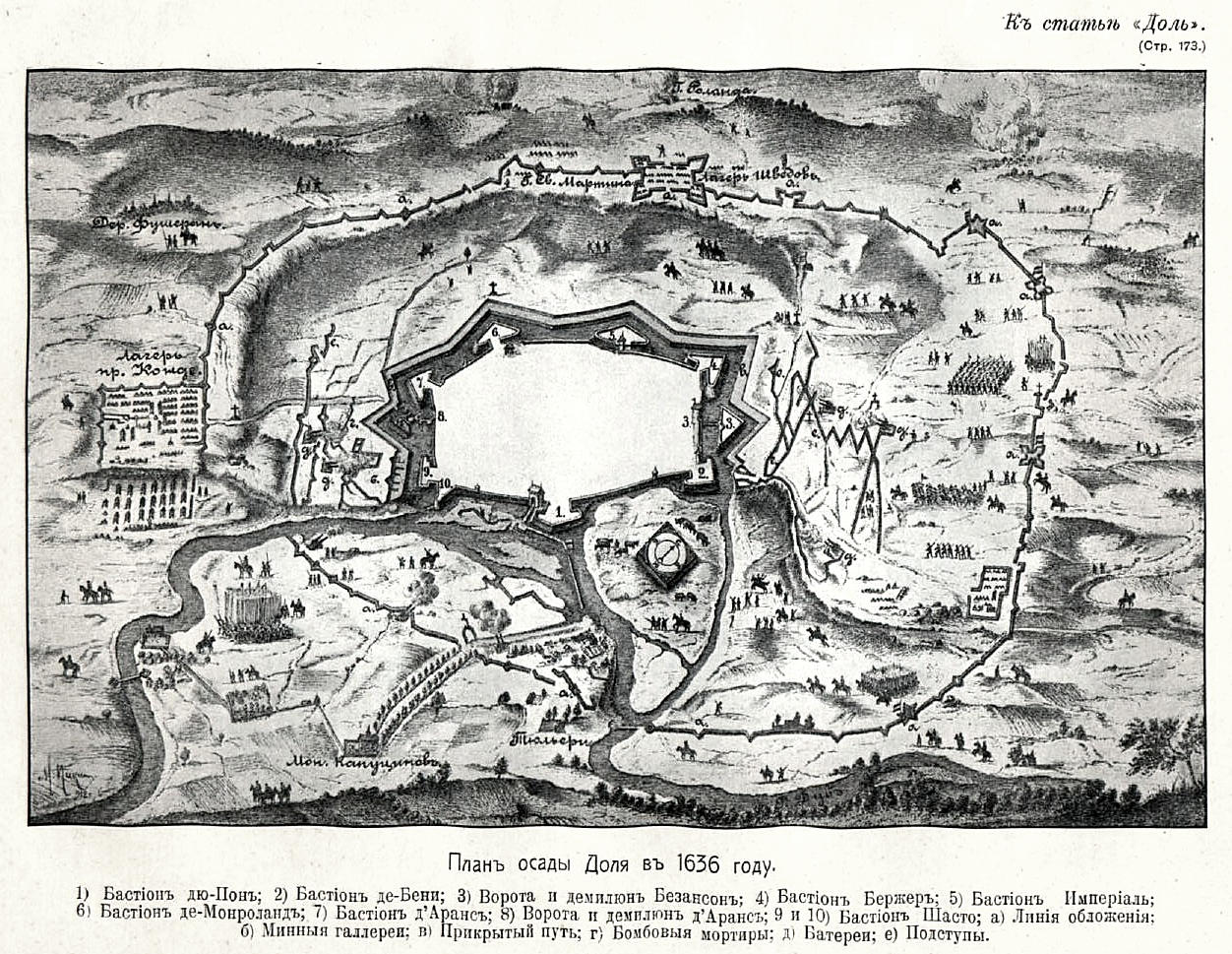
Dispositif français autour de Dole en 1636

Le siège de 1636 représente la plus grande victoire militaire comtoise a ce jour et se situe pendant la terrible Guerre de Dix ans. Richelieu déclare la guerre à l'Espagne ; le prince de Condé assiège Dole le 29 mai 1636. Il somme la garnison de se rendre : « Rien ne nous presse, répondit le commandant de la place de La Verne ; après un an de siège, nous délibérerons sur le parti à prendre ». Condé multiplie les attaques, adresse sommation sur sommation, sans succès. Il est même menacé d'arrêt de sa propre personne par les Dolois, lorsqu'il lève le siège fin août, avec l'arrivée des troupes lorraines et impériales de Ferdinand II venues défendre la ville.
C'est vraisemblablement donc au cours de ce siège de 1636, que les Français auraient lancé aux défenseurs dolois: « Comtois, rends-toi ! », auquel les assiégés répondirent : « Nenni, ma foi ! ». Cet échange aurait eu lieu entre un soldat français et un capitaine jurassien nommé Morel. Ce dernier était un vétéran de la guerre de 1595. Certains ajoutent à la suite de cette devise un autre échange, pourtant imaginé à partir de la proclamation populaire des Arboisiens en 1834 ; « Qui sont vos chefs ? », « Nous sommes tous chefs ! ».

### L'hypothèse Jean Varroz d'Orgelet
La devise franc-comtoise pourrait aussi être une adaptation d'un échange qui s'est produit lors de la guerre de Dix Ans. Alors qu'il est acculé dans une grotte, le colonel franc-comtois, Jean Varroz d'Orgelet est sommé par les assaillants français de se rendre « Varroz (ou comtois), rends-toi ! », auxquels il répondit « Non, de par tous les diables, je ne me rendrai pas ! »,. Jean Varroz, surnommé le colonel Gaucher, était un vieux soldat expérimenté et colonel de la cavalerie du corps-franc du Baron d'Arnans. Aujourd'hui une grotte située près du pont de la Pyle immortalise cet instant et porte son nom.
Peu d'auteurs citent directement un événement ou un personnage lorsqu'ils abordent les origines de la devise franc-comtoise. Néanmoins ils font presque tous mention de la résistance franc-comtoise, lors de la Guerre de Dix Ans. Les héros pris en référence sont généralement les défenseurs de Dole, comme Louis de La Verne, Ferdinand de Rye et d'autres héros célèbres comme Lacuzon, César du Saix d'Arnans, Gérard de Watteville, etc. ,,
Si l'échange « Comtois, rends-toi ! Nenni, ma foi ! » n'a peut-être pas été entendu lors d'un événement historique précis, il est fort probable qu'elle ait été une adaptation d'une anecdote connue et s'étant produit lors de la guerre de Dix Ans, comme celle du colonel Varroz. La devise fait donc honneur et référence à la résistance historique de la population franc-comtoise, notamment lors de la guerre de Dix Ans.

### Le siège de Calais de 1346
D'autres auteurs évoquent une autre origine possible de la devise comtoise. Il s'agit du siège de Calais de 1346 par les Anglais. La ville française assiégée, est défendue par le comtois Jean de Vienne. L'échange aurait eu lieu entre le roi d'Angleterre Édouard III et le commandant comtois. Cette thèse plus marginale est défendue notamment par l'écrivain comtois Jean Defrasne.

## Aujourd'hui
En 2017, le Football Club Sochaux-Montbéliard reprend la devise franc-comtoise sur ses éléments de communications officielles. 